# Судебник Івана III
Збі́рка Іва́на ІІІ (рос. Судебник Ивана III) (1497 р.) — перша російська загальнодержавна збірка законів, найважливіша пам'ятка юридичного характеру Московії кінця XV сторіччя за Великого князівства Московського. Створений в часи правління Івана III.
Його джерелами були «Руська правда», Псковська судна грамота, поточне законодавство московських князів, звичаєве право. Складався з 68 статей. Поклав початок загальному закріпаченню селян, запровадивши повсюдно Юріїв день (назва від церковного свята 26 листопада за ст. ст.), тобто, час, протягом якого дозволявся перехід залежних селян від одного землевласника до іншого. За тиждень до Юрієвого дня і протягом тижня після нього селянин, виконавши свої зобов'язання перед паном, міг від нього піти.

## Зміст
Впровадження його було метою розповсюдити юрисдикцію великого князя на всю територію централізованої держави, ліквідувати правові суверенітети окремих земель, наділів та областей. Кодифікував норми звичайного права, уставні грамоти, княжі укази та ін.
Більша частина збірки присвячена процесуальним нормам та лише кілька статей відноситься до питань матеріального права. Посилюються елементи розшуку, однак карні справи все ще вирішувались поєдинком сторін. До норм матеріального права у збірці відносяться положення: про купівлю, позику, спадок, землі, межі, холопів, землевласників. Вперше законодавчо оформив закріплення до землі вільних землевласників. Попередня свобода переходу селян обмежувалася терміном (див. Юр'їв день) та платою «пожилого».